# Кардин, Эмиль Владимирович
Эмиль Владимирович Кардин (настоящая фамилия Аркинд; литературный псевдоним — Владимир Кардин; 3 августа 1921, Москва — 28 мая 2008, там же) — советский литературный критик, прозаик, публицист.

## Биография
Родился 3 августа 1921 года в Москве в семье врача и учительницы. С 1939 года учился в Московском институте истории, философии и литературы. В июле 1941 года ушёл добровольцем на фронт, в составе ОМСБОН был красноармейцем-парашютистом, подрывником, заместителем политрука. С декабря 1942 года — литсотрудник, ответственный секретарь дивизионной газеты «Сталинский воин» 140-й Сибирской стрелковой дивизии 3-й армии. В 1943 году вступил в ВКП(б).
В 1951 году с отличием окончил Военно-политическую академию им. В. И. Ленина; служил на Дальнем Востоке. В июле 1953 года был уволен в запас в звании майора, вернулся в Москву.
В 1960 году принят в Союз писателей СССР.
Книга Кардина «Достоинство искусства» о театре и кинематографе, изданная в 1967 году, вызвала серьезное недовольство идеологических инстанций, в результате чего был рассыпан набор двух его новых книг и наложен запрет на публикации его работ. Двери в редакции журналов «Искусство кино» и «Советский экран», где Кардин прежде много печатался, на долгое время были для него закрыты. Его заявление о приёме в Союз кинематографистов СССР было отложено на двадцать лет. Тогда Кардин стал писать о литературе, добавляя в свои тексты размышления о кино. Был вынужден печататься в журналах «Сибирские огни», «Вопросы литературы», «Радио и телевидение». И только после 1987 года табу было снято.
В 1985 году был награждён орденом Отечественной войны 2-й степени.
Был членом Русского ПЕН-центра.
Похоронен на Востряковском кладбище (уч. 129).

## Творчество
Печатался с 1954 г.; критические и публицистические статьи публиковал в журналах «Новый мир» (1985, № 9; 1987, № 7), «Дружба народов» (1989, № 2), «Огонёк» (1989, № 34; 1990, № 19), «Вопросы литературы» (напр. 1989, № 4; 1996, № 2), «Знамя» (напр. 1985, № 10; 1987, № 8; 1989, № 3; 1995, № 9), «Литературное обозрение» (1986, № 6; 1990, № 1). Активный участник перестройки. Исследовал современный литературный процесс, документальную литературу, театр и кинематограф.

### Избранные произведения
Критика, публицистика
- Кардин В. С легкой руки Ахматовой // Еврейское слово — 2002. — № 131.
- Кардин В. Варшава, март 1968 года // Лехаим. — 2002. — № 11 (127).
- Кардин В. Верность времени: Лит.-критич. статьи. — М.: Сов. писатель, 1962. — 363 с. — 9000 экз.
- Кардин В. [Вступит. статья] // Советские поэты, павшие в Великой Отечественной войне : [Сб. стихов]. — М.; Л.: Сов. писатель, 1965. — С. 11-48.
- Кардин В. Где зарыта собака? : Полем. ст. 60-80-х. — М.: Сов. писатель, 1991. — 446 с. — 10 000 экз. — ISBN 5-265-02122-1000.
- Кардин В. Две судьбы: Лидия Сейфуллина и её повесть «Виринея». — М.: Худож. лит., 1976. — 124 с. — 20 000 экз.
- Кардин В. Достоинство искусства: Раздумья о театре и кинематографе наших дней. — М.: Искусство, 1967. — 270 с. — 10 000 экз.
- Кардин В. Жертвы собственных мистификаций : О «Читающей воде» — новом романе Ирины Полянской // Первое сентября : газета. — 1999. — № 89. Архивировано 29 сентября 2007 года.
- Кардин В. К вопросу о белых перчатках : Публицистика. — М.: Журн. «Огонёк», 1991. — 46 с. — (Библиотека «Огонёк», ISSN 0132-2095; № 29). — 90 000 экз.
- Кардин В. Борис Лавренёв. — М.: Сов. Россия, 1981. — 173 с. — (Писатели Сов. России). — 20 000 экз.
- Кардин В. Легенды и факты // Новый Мир. — 1966. — № 2. — С. 237—.
  - Легенды и факты : Лит. критика, лит. полемика. — М.: Правда, 1989. — 46 с. — (Библиотека «Огонёк», ISSN 0132-2095; № 33). — 150 000 экз.
  - Легенды и факты : Годы спустя // Вопросы литературы. — 2000. — № 6. Архивировано 7 марта 2012 года.
- Кардин В. Павел Нилин. — М.: Сов. Россия, 1987. — 171 с. — (Писатели Сов. России). — 25 000 экз.
- Кардин В. Обретение : Лит. портреты. — М.: Худож. лит., 1989. — 397 с. — 20 000 экз. — ISBN 5-280-00731-5.
- Кардин В. Оглянись в тревоге : [Сб. ст.]. — М.: Современник, 1991. — 221 с. — 15 000 экз. — ISBN 5-270-01148-4.
- Кардин В. Парус в море: Повесть «Белеет парус одинокий» в творчестве В. Катаева. — М.: Худож. лит., 1982. — 190 с. — (Массовая ист.-лит. б-ка). — 50 000 экз.
- Кардин В. По существу ли эти споры? : [Очерки о сов. лит.]. — М.: Современник, 1989. — 461 с. — 20 000 экз. — ISBN 5-270-00611-1.
- Кардин В. Повести Павла Нилина. — М.: Худож. лит., 1964. — 182 с. — 7000 экз.
- Кардин В. Пристрастие: Очерки о писателях и литературе. — М.: Сов. писатель, 1972. — 310 с. — 10 000 экз.
- Кардин В. Сегодня о вчерашнем: Мемуары и современность. — М.: Воениздат, 1961. — 191 с. — 10 000 экз.
- Кардин В. Судья по имени время: О герое сов. драмы. — М.: Искусство, 1964. — 203 с. — 5000 экз.
- Кардин В. Точка пересечения: Лит.-критич. очерки. — М.: Современник, 1984. — 336 с. — 10 000 экз.
- Янская И. С., Кардин В. Пределы достоверности : Очерки докум. лит. — М.: Сов. писатель, 1981. — 408 с. — 10 000 экз.
  - . — изд. 2-е, доп. — М.: Сов. писатель, 1986. — 430 с. — 4400 экз.

Проза
- Кардин В. Открытый фланг: Докум. повести. — М.: Сов. писатель, 1975. — 263 с. — (Содерж.: Открытый фланг; Возвращение). — 30 000 экз.
  - . — М.: Сов. писатель, 1989. — 331 с. — (Содерж.: Открытый фланг; Возвращение; Объяснительная записка). — 100 000 экз. — ISBN 5-265-00564-1.
- Кардин В. Сколькo длятся полвека? : [Докум. повесть о К. Сверчевском]. — М.: Политиздат, 1977. — 351 с. — 100 000 экз.
- Кардин В. Минута пробуждения: Повесть об Александре Бестужеве (Марлинском). — М.: Политиздат, 1984. — 442 с. — 300 000 экз.

## Награды
- орден Отечественной войны 1-й и 2-й степени
- орден Красной Звезды
- медаль «За оборону Москвы»
- медаль «За победу над Германией в Великой Отечественной войне 1941—1945 гг.»
- медаль «За храбрость» (ЧССР)
- медаль «За свободу и победу» (ПНР)
- премия журнала «Литературное обозрение» (1986)
- премия фонда «Знамя» (1995).